# やわたはま海鮮朝市
やわたはま海鮮朝市（やわたはまかいせんあさいち）は、愛媛県八幡浜市の八幡浜市魚市場で行われていた鮮魚等の直売イベント。2002年7月から始まったが、2008年8月10日の開催を持っていったん終了のアナウンスが出た。原則、毎月第2日曜日の午前中に開催され、市調べでは一回平均5000人が訪れていた。市内のみならず市外からも、イベントを目当てにお客が訪れる名物イベントであった。

## 概要
業者ごとに場所が決まっており、商品を見比べながら買うこともできた。魚種が豊富で、港に上がったばかりの鮮魚を市価よりも割安に直売していた。このほか、農産加工品の出店や、誰でも参加できるミニ競りや魚のさばき方教室なども同時開催。八幡浜名物のじゃこ天が一枚丸々入った「スーパーじゃこ天うどん」が名物の「朝市食堂」もあった。